# ベンナラス県
ベンナラス県（ベンナラスけん、アラビア語：ولاية بن عروس、英語：Ben Arous Governorate） は、チュニジアの県である。チュニジアの北に位置する。人口は506,000人（2004年）、面積は761km2。県都はベンナラスである。

## 隣接する県
- ナブール県
- ザグアン県
- マヌーバ県
- チュニス県